# Glossosoma hospitum
Glossosoma hospitum là một loài Trichoptera trong họ Glossosomatidae. Chúng phân bố ở miền Cổ bắc.